# Serrat del Riconco
El Serrat del Riconco és un serrat de l'Alta Ribagorça que fa de termenal entre els termes municipals del Pont de Suert i de la Vall de Boí. Antigament, però, la seva meitat sud-occidental feia de termenal entre Llesp i Malpàs, tots dos integrats des del 1970 en el municipi actual del Pont de Suert. L'extrem nord-est del serrat feia de termenal entre Malpàs i Durro.
A la meitat del seu recorregut, on es trobaven els antics termes de Durro, Llesp i Malpàs, enllaça amb la Serra Capitana, que davalla cap al nord-oest. El seu punt més elevat, a l'extrem nord-est, és el Corronco, de 2.543,3 m. alt.